# Die Neue Ordnung
Die Neue Ordnung ist eine seit 1946 erscheinende deutsche christliche Zeitschrift mit sechs Ausgaben pro Jahr. Chefredakteur ist der römisch-katholische Theologe und Hochschullehrer Wolfgang Hariolf Spindler. Herausgeber ist das Institut für Gesellschaftswissenschaften Walberberg.

## Geschichte
Die Neue Ordnung. Zeitschrift für Religion, Kultur, Gesellschaft wurde 1946 von Laurentius Siemer als Herausgeber und Eberhard Welty als Schriftleiter gegründet. Sie gehörten der Albertus-Magnus-Akademie der Dominikaner in Walberberg bei Köln an, in deren Auftrag sie die neue Zeitschrift begründeten.

## Inhaltliche Ausrichtung
Die Neue Ordnung wurde als politisch konservativ und als Forum „konservativ orientierten theologischen Interesses“ rezipiert.
Laut einer unter Verantwortung der römisch-katholischen Theologin Marianne Heimbach-Steins veröffentlichten Erklärung der Arbeitsgemeinschaft Christliche Sozialethik sei die Neue Ordnung in der Nachkriegszeit eine "eine hochrelevante Zeitschrift unseres Faches" gewesen und habe sich seitdem "gesellschafts- und kirchenpolitisch strikt konservativ profiliert". Die Autoren der Erklärung kritisieren, dass der zeitweilige Chefredakteur Wolfgang Ockenfels in seinen Editorials in der Neuen Ordnung "Stereotypen und Ressentiments reproduziert" und eine "Politik der Skandalisierung und Empörung verstärkt" habe. Er habe etwa "Pauschalkritik an den Printmedien und am öffentlich-rechtlichen Rundfunk" sowie "Leugnung des Klimawandels" geäußert. In der Zeitschrift seien zudem Beiträge erschienen, denen es an „wissenschaftlicher Substanz“ gemangelt habe. Sozialethiker sollten in der Zeitschrift daher nicht mehr publizieren, und diese solle aus Bibliotheken entfernt werden.
Die Kardinäle Paul Josef Cordes und Walter Brandmüller, der ehemalige Direktor der Katholisch-Sozialwissenschaftlichen Zentralstelle Mönchengladbach Anton Rauscher sowie Hochschullehrer aus den Bereichen Sozialethik und Theologie, darunter Lothar Roos, Hanna-Barbara Gerl-Falkovitz, Karl-Heinz Menke, Johannes Reiter, Heinrich Pompeÿ und Alfred Schüller, wiesen diese Kritik an der Neuen Ordnung in einem gemeinsamen Schreiben zurück, das in der Wochenzeitung Die Tagespost veröffentlicht wurde. Die Kritik an der Zeitschrift beruhe auf einem subjektiven Leseeindruck und werde zudem pauschal und ohne konkrete inhaltlich Begründungen vorgebracht. Die Autoren betrieben daher „in unzulässiger Weise [...] die pauschale Diskreditierung eines Fachkollegen, der Zeitschrift 'Die Neue Ordnung', ihrer Redaktion wie ihrer zahlreichen Autoren“. Dieses Vorgehen sei „unseriös und unwissenschaftlich“ und bewege sich „außerhalb der Grenzen eines seriösen Fachdiskurses“.

## Redaktion
Zur Redaktion gehören Wolfgang Ockenfels, Wolfgang Hariolf Spindler sowie Bernd Kettern. Redaktionsassistenz sind Andrea Wieland und Hildegard Schramm.
Im Redaktionsbeirat der Zeitschrift sind folgende Personen Mitglied: Martin Lohmann, Manfred Spieker und Johannes Zabel.
Neben Wolfgang Ockenfels und dem Orientalisten Hans-Peter Raddatz hat eine Vielzahl von Autoren regelmäßig für Die Neue Ordnung geschrieben, u. a.:
- Hans Braun
- Andreas M. Rauch
- Manfred Spieker
- Ansgar Lange
- Jürgen Liminski
- Martin Rhonheimer
- Lothar Roos
- Andreas Püttmann
- Christoph Böhr
- Peter Schallenberg